# George Sear
George Sear (nacido el 14 de noviembre de 1997) es un actor, director, guionista y cantante británico. Es conocido por interpretar a Seb Crossley en The Evermoor Chronicles y a Benjamin Campbell en Love, Victor.

## Biografía y carrera
George comenzó en el teatro a la edad de 11 años, cuando interpretó al personaje de Samuel en "Waiting for Godot" en el Theatre Royal, su primer papel en televisión fue en la serie británica de crimen The Bill de ITV. En 2017, George interpretó a Billy Cooper en la serie Will de TNT, en 2014 protagonizó la serie Evermoor de Disney Channel interpretando a Seb, en los cines protagonizó Friday Download The Movie en 2020, comenzó a protagonizar la serie "Love, Victor" de Hulu, cuya tercer y última temporada se lanzó en el 2022. En la serie interpreta a Benji Campbell. En 2020, George también se enfrentó a la serie Alex Rider, interpretando al personaje de Parker Roscoe. En junio de 2021, George Sear apareció en la portada de Attitude Magazine junto con Michael Cimino.

## Filmografía

### Actuación
| Año       | Título                        | Papel                     | Notas        |
| --------- | ----------------------------- | ------------------------- | ------------ |
| 2009      | The Bill                      | Noah Morris               | 2 episodios  |
| 2014-2015 | The Evermoor Chronicles       | Seb Crossley              | 24 episodios |
| 2015      | Friday Download: The Movie    | George                    |              |
| 2017      | Will                          | Billy Cooper              | 7 episodios  |
| 2018      | Into the Badlands             | Arthur                    | 3 episodios  |
| 2020      | Alex Rider                    | Parker Roscoe             | 5 episodios  |
| 2020-2022 | Love, Victor                  | Benjamin "Benji" Campbell | 20 episodios |
| 2021      | Reefa                         | Etone                     | Cortometraje |
| 2023      | Fire Country                  | Ride Operator             | 1 epsisdio   |
| 2023      | Based on a True Story         | Jacob                     | 1 epsisdio   |
| 2023      | Hollow's Bend: The Radio Play | Andres                    | 3 epsisdio   |

### Dirección
| Año  | Título          | Notas                |
| ---- | --------------- | -------------------- |
| 2019 | When Fate Calls | Guionista y director |

### Programas de televisión
| Año           | Título                           | Notas                    |
| ------------- | -------------------------------- | ------------------------ |
| 2013-2014     | Friday Download                  | 9 episodios, presentador |
| 2015-2016     | Evermoor Confidential Chronicles | 2 episodios              |
| Posproducción | Kali Karate: The 2nd Beginning   | Documental               |